# Liaohua (köpinghuvudort i Kina, Jiangxi Sheng, lat 29,39, long 116,00)
Liaohua är en köpinghuvudort i Kina. Den ligger i provinsen Jiangxi, i den sydöstra delen av landet, omkring 80 kilometer norr om provinshuvudstaden Nanchang. Antalet invånare är 21 059. Befolkningen består av 10 028 kvinnor och 11 031 män. Barn under 15 år utgör 22,0 %, vuxna 15-64 år 69 %, och äldre över 65 år 8,0 %.
Runt Liaohua är det ganska tätbefolkat, med 248 invånare per kvadratkilometer. Närmaste större samhälle är Bailu, 11,2 km norr om Liaohua. 
Genomsnittlig årsnederbörd är 2 294 millimeter. Den regnigaste månaden är maj, med i genomsnitt 338 mm nederbörd, och den torraste är januari, med 74 mm nederbörd.